# Brent Thompson
Brent Keith Thompson, född 9 januari 1971, är en kanadensisk ishockeytränare och före detta professionell ishockeyback.
Han som spelare tillbringade sex säsonger i den nordamerikanska ishockeyligan National Hockey League (NHL), där han spelade för Los Angeles Kings, Winnipeg Jets och Phoenix Coyotes. Han producerade elva poäng (ett mål och tio assists) samt drog på sig 352 utvisningsminuter på 121 grundspelsmatcher. Thompson spelade även för Springfield Falcons, Hartford Wolf Pack, Louisville Panthers, Hershey Bears och Providence Bruins i American Hockey League (AHL); Phoenix Roadrunners i International Hockey League (IHL); Colorado Eagles i Central Hockey League (CHL) samt Medicine Hat Tigers i Western Hockey League (WHL).
Han draftades av Los Angeles Kings i andra rundan i 1989 års draft som 39:e spelare totalt.
Direkt efter sin aktiva spelarkarriär började han träna och har varit bland annat tränare för Alaska Aces (ECHL) och Bridgeport Sound Tigers (AHL). Thompson har också varit assisterande tränare för New York Islanders i NHL.
Han är far till Tage Thompson och Tyce Thompson, som spelar själva i NHL.

## Statistik
| 1987–1988  | Calgary Northstars  | AMHL       | 25  | 0  | 13  | 13  | 33   | —  | — | —  | —  | —   |
| 1988–1989  | Medicine Hat Tigers | WHL        | 72  | 3  | 10  | 13  | 160  | 3  | 0 | 0  | 0  | 2   |
| 1989–1990  | Medicine Hat Tigers | WHL        | 68  | 10 | 35  | 45  | 167  | 3  | 0 | 1  | 1  | 14  |
| 1990–1991  | Medicine Hat Tigers | WHL        | 51  | 5  | 40  | 45  | 87   | 12 | 1 | 7  | 8  | 16  |
|            | Phoenix Roadrunners | IHL        | —   | —  | —   | —   | —    | 4  | 0 | 1  | 1  | 6   |
| 1991–1992  | Los Angeles Kings   | NHL        | 27  | 0  | 5   | 5   | 89   | 4  | 0 | 0  | 0  | 4   |
|            | Phoenix Roadrunners | IHL        | 42  | 4  | 13  | 17  | 139  | —  | — | —  | —  | —   |
| 1992–1993  | Los Angeles Kings   | NHL        | 30  | 0  | 4   | 4   | 76   | —  | — | —  | —  | —   |
|            | Phoenix Roadrunners | IHL        | 22  | 0  | 5   | 5   | 112  | —  | — | —  | —  | —   |
| 1993–1994  | Los Angeles Kings   | NHL        | 24  | 1  | 0   | 1   | 81   | —  | — | —  | —  | —   |
|            | Phoenix Roadrunners | IHL        | 26  | 1  | 11  | 12  | 118  | —  | — | —  | —  | —   |
| 1994–1995  | Winnipeg Jets       | NHL        | 29  | 0  | 0   | 0   | 78   | —  | — | —  | —  | —   |
| 1995–1996  | Winnipeg Jets       | NHL        | 10  | 0  | 1   | 1   | 21   | —  | — | —  | —  | —   |
|            | Springfield Falcons | AHL        | 58  | 2  | 10  | 12  | 203  | 10 | 1 | 4  | 5  | 55  |
| 1996–1997  | Phoenix Coyotes     | NHL        | 1   | 0  | 0   | 0   | 7    | —  | — | —  | —  | —   |
|            | Phoenix Roadrunners | IHL        | 12  | 0  | 1   | 1   | 67   | —  | — | —  | —  | —   |
|            | Springfield Falcons | AHL        | 64  | 2  | 15  | 17  | 215  | 17 | 0 | 2  | 2  | 31  |
| 1997–1998  | Hartford Wolf Pack  | AHL        | 77  | 4  | 15  | 19  | 308  | 15 | 0 | 4  | 4  | 25  |
| 1998–1999  | Hartford Wolf Pack  | AHL        | 76  | 3  | 15  | 18  | 265  | 7  | 0 | 0  | 0  | 23  |
| 1999–2000  | Louisville Panthers | AHL        | 67  | 4  | 22  | 26  | 311  | 3  | 0 | 0  | 0  | 11  |
| 2000–2001  | Louisville Panthers | AHL        | 59  | 1  | 9   | 10  | 170  | —  | — | —  | —  | —   |
|            | Hershey Bears       | AHL        | 15  | 0  | 1   | 1   | 44   | 12 | 0 | 0  | 0  | 10  |
| 2001–2002  | Hershey Bears       | AHL        | 79  | 8  | 16  | 24  | 178  | 8  | 0 | 0  | 0  | 21  |
| 2002–2003  | Hershey Bears       | AHL        | 61  | 2  | 17  | 19  | 134  | 3  | 0 | 0  | 0  | 7   |
| 2003–2004  | Colorado Eagles     | CHL        | 61  | 5  | 24  | 29  | 172  | 4  | 0 | 1  | 1  | 10  |
| 2004–2005  | Providence Bruins   | AHL        | 79  | 3  | 9   | 12  | 256  | 16 | 1 | 2  | 3  | 19  |
| NHL totalt | NHL totalt          | NHL totalt | 121 | 1  | 10  | 11  | 352  | 4  | 0 | 0  | 0  | 4   |
| AHL totalt | AHL totalt          | AHL totalt | 635 | 29 | 129 | 158 | 2084 | 91 | 2 | 12 | 14 | 202 |
| IHL totalt | IHL totalt          | IHL totalt | 102 | 5  | 30  | 35  | 436  | 4  | 0 | 1  | 1  | 6   |
| WHL totalt | WHL totalt          | WHL totalt | 191 | 18 | 85  | 103 | 414  | 18 | 1 | 8  | 9  | 32  |